# Софі Чжан
Софі Чжан — американська вчена, колишня працівниця Facebook, а саме відділу Site Integrity fake engagement team. Досліджувала активність фейкових спільнот, часто контрольованих авторитарними урядами. З 2018 по 2020 роки її дослідження викрило політичні маніпуляції та мережі переслідувань опозиції в 25 країнах. Через бездіяльність компанії вона почала відкрито критикувати Facebook за те, що компанія де-факто сприяє авторитарним режимам у маніпулюванні публічним дискурсом. Британська газета The Guardian створила серію статей The Facebook Loophole ("Лазівка у Facebook"), засновану на інформації від Софі Чжан. Також вона виступала зі свідченнями перед депутатами Європейського та Британського парламентів.

## Кар'єра
Софі Чжан два роки працювала у Facebook як дослідниця даних до вересня 2020 року. Софі входила до команди «Fake Engagement», що була підрозділом «Команди зі спаму». Вона досліджувала «фейкову активність», як-от: накрутки лайків, фальшиві коментарі, поширення та реакції.

### Виявлені зловживання
Чжан виявила серію «численних кричущих спроб з боку іноземних урядів зловживати нашою платформою, вводити в оману власних громадян». Деякі приклади:
- Гондурас, 2018:[7] з червня по липень 2018 року 78% дописів Президента країни Хуана Орландо Ернандеса у Facebook отримували лайки не від реальних людей, що штучно створювало ілюзію його підтримки населенням. Менеджер офіційних сторінок Ернандеса у Facebook та його сестри, яка була міністром комунікацій, безпосередньо контролював декілька сотень фальшивих сторінок організацій. З ними були пов'язані тисячі фейкових обліковок з людськими іменами та фото.[4]
- Азербайджан, 2019:[8] правляча партія використовувала тисячі сторінок фейкових організацій для переслідування опозиційних партій.[1] Станом на червень 2021 року вся ця мережа фейкових сторінок усе ще була активна.
- подібні випадки були помічені в Індії,[9] Афганістані, Сальвадорі й Домініканській Республіці,[10] та в десятках інших країн, включно з Україною.[11]

### Звільнення з Facebook
Чжан була звільнена з Facebook у вересні 2020 року. Причиною звільнення з точки зору компанії була низька ефективність Софі, з її ж точки зору вона віддавала свій час і сили викриттю політичних зловживань, що не було пріоритетним для менеджменту. Науковиця відмовилась від вихідної допомоги в розмірі $64000, що додавалась до угоди про нерозголошення, ця угода обмежила б можливість публічно говорити про проблеми Facebook. У день звільнення вона опублікувала у закритій групі працівників Facebook повідомлення, у якому розповіла про нездатність Facebook боротися з кампаніями політичного маніпулювання, подібними до втручання Росії у вибори в США 2016 року. Передбачаючи видалення публікації, вона створила особистий, захищений паролем вебсайт із копією публікації, а потім розповсюдила його вебадресу та пароль серед співробітників Facebook.
Facebook приховав повідомлення Чжан, а потім зв'язався зі службою вебхостингу і реєстратором доменів, щоб вимкнути її приватний вебсайт. Повідомлення було передруковане ресурсом buzzfeednews і кількома іншими, присвяченими інтернет-технологіям виданнями по всьому світу.

### Критика Facebook
Чжан вказала на кілька недоліків, що уможливили систематичне зловживання сервісами Facebook 
- Оцінка пріоритетів.[10] Зусилля компанії зосереджені на «глобальних» проблемах (наприклад, спам), а не на конкретних місцевих справах. Тому брутальні політичні маніпуляції в окремих країнах не беруться до уваги, незважаючи на їх реальний вплив.[10] На боротьбу зі спамом  спрямовувалось 99% ресурсів, а боротьба з політичними та виборчими маніпуляціями не велася через обмеженість людських ресурсів.[12]
- У Facebook є проблеми з застосуванням норм:[1] є спеціальна команда, яка бореться з фальшивими обліковими записами, але немає команди, яка бореться з фальшивими сторінками організацій.[1]
- Facebook мінімізував сповіщення знизу вгору від сторонніх аналітиків даних.[10]
- Інвестиційні пріоритети Facebook і пов’язане з ними внутрішнє навантаження унеможливлюють належну протидію політичним маніпуляціям.[10]
- Процес прийняття рішень у Facebook, як правило, є хаотичним і випадковим.[13]
- Facebook тримає в фокусі лише західний світ. Випадки політичних маніпуляцій на Заході швидко вирішуються, тоді як реакція на події в інших країнах затримується або не настає взагалі.[10]
- Facebook чекає і реагує на висвітлення в ЗМІ, використовуючи підхід до управління зв’язками з громадськістю.[10] Тобто для керівництва Facebook відсутність попереднього висвітлення в ЗМІ означає відсутність відносної важливості проблеми.[10]
- Facebook діє без громадського контролю.[10][13] Аналітики низького рівня володіють владою контролю та цензури над світовими лідерами[10][13] та публічними дискурсами цілих регіонів світу, здатні дозволити політичним маніпуляціям продовжуватись або зупинити їх.[10] Перебуваючи у Facebook, Чжан спостерігала і особисто вживала або не вживала заходів у багатьох країнах, деякі з них були охоплені заворушеннями.[13] Через це дослідниця заявила, що її «руки в крові».[10]

Чжан стверджувала, що Facebook діє так не зі злого умислу, а скоріше безладно та випадково, піклуючись лише про самозбереження і добрі зв’язки з громадськістю.

### Свідчення Британському парламенту
18 жовтня 2021 року Софі Чжан свідчила перед Британським парламентом.
Слухання проходили у форматі відеоконференції, в основному присутніми були депутати, що працюють над законопроєктом про боротьбу зі шкідливим онлайн-вмістом. Деякі тези Чжан:
- Facebook нехтує загрозами та дозволяє дезінформаційні кампанії на своїй платформі задля збільшення прибутків. Це структурна проблема, пов’язана з місією компанії, що в першу чергу прагне самозбереження та прибутку.
- Facebook дозволяє авторитарним урядам маніпулювати політичним дискурсом.
- Facebook неохоче видаляє фейкові акаунти, якщо ці облікові записи пов’язані з політичними лідерами. Такий преференційний режим заохочує провідних політиків продовжувати порушення і робити це відкрито.
- Facebook уможливлює взаємодії фейкових онлайн-спільнот у країнах, що розвиваються. Віце-президент Facebook з питань доброчесності Гай Розен заявив, що Facebook зосереджуватиме свої обмежені людські ресурси на захисті західних демократій від онлайн-загроз з боку Росії та Ірану.
- Вище керівництво Facebook проявило байдужість і уникання, коли зіткнулося з проблемою політичних маніпуляцій на сайті Facebook.
- У вищого керівництва Facebook є конфлікт інтересів: йому доводиться підтримувати хороші відносини з політичними лідерами і встановлювати правила щодо неприйнятної поведінки на платформі.[15]
- Проблемам політичних маніпуляцій на основі Facebook можна було б протистояти, якщо б було виділено відповідний персонал та фінансування.[15]

Свідчення Чжан перегукуються з нещодавніми (восени 2021) свідченнями Френсіс Хоген в Конгресі США. Зокрема, Хоген згадує підтримувану Facebook етнічну поляризацію та насильство в Ефіопії, радикалізацію політичного дискурсу в Європі.

## Адвокація викривачів
Чжан є автором статті «Як сигналізувати про проблеми у Facebook – від того, хто це вже зробив». У цій статті, опублікованій в The Guardian, вона ділиться досвідом і дає рекомендації потенційним викривачам Facebook.

## Особисте життя
Чжан є трансгендерною жінкою і це основний аспект її особистості, який визначив її дії у Facebook і після того, як вона пішла.